# 沙威玛
沙威玛（阿拉伯語：شاورما）是一道流行於中東黎凡特地區的肉類菜餚，將羊肉切成薄片堆疊成錐形，然後在緩慢轉動的垂直烤肉架上烘烤，同時不斷地將表面已烤熟的肉切下而成，也有用鸡肉、牛肉等製成的。是世界上最受歡迎的街頭小吃之一，尤其是在埃及、黎凡特、高加索、阿拉伯半島和其他中東地區的國家。

## 歷史
「沙威玛」的阿拉伯单词，源於土耳其文[tʃeviɾˈme]，意思是“转動”。雖然在水平烤架上烤肉有著悠久的歷史，但烤一疊垂直的肉片並在烹飪時將其切下的方式首先出現在19世紀的土耳其，类似于土耳其烤肉和希腊旋转烤肉，又在20世紀初由黎巴嫩移民帶到了墨西哥。

## 制作
沙威瑪是由經過調味的醃製羊肉、羊肉、小牛肉、牛肉、雞肉或火雞肉切成薄片製成的，切片堆叠在大約60厘米長的烤簽上，通過在堆叠中添加脂肪塊以增加多汁性和風味，電動烤盤在加熱元件前緩慢轉動肉堆，持續烘烤外層，通常用一把廚刀將碎肉從旋轉的肉堆上切下以備上菜。
搭配的香料可能包括孜然、小荳蔻、肉桂、薑黃和辣椒粉，在某些地區還有巴哈拉特。沙威瑪通常用作三明治或捲餅的餡料，也被加入皮塔饼或烤饼中。
在以色列，大多數沙威瑪是用深色火雞肉製成的，通常配上芝麻醬，因為酸奶醬和肉一起食用會違反猶太教對於牛奶和肉的限制。常見的沙威瑪通常用西紅柿丁、黃瓜丁、洋蔥、醃菜、鷹嘴豆泥、芝麻醬或安巴芒果醬來裝飾。一些餐廳可能會提供額外的配料，如烤辣椒、茄子或炸薯條。

## 图片
| - 耶路撒冷的沙威玛 - 鸡肉沙威玛 - 羊肉沙威玛 |

## 外部連結
- 维基共享资源上的相關多媒體資源：沙威玛